# Cantonul Saint-Rémy-de-Provence
Cantonul Saint-Rémy-de-Provence este un canton din arondismentul Arles, departamentul Bouches-du-Rhône, regiunea Provence-Alpes-Côte d'Azur, Franța.

## Comune
- Les Baux-de-Provence
- Maillane
- Maussane-les-Alpilles
- Paradou
- Saint-Rémy-de-Provence (reședință)